# Peptidil-arginin deimináz
Az enzimológiában a peptidil-arginin-deimináz (PAD) (EC 3.5.3.15) egy olyan enzim, amely katalizálja a transzláció utáni módosítások egyik formáját, az úgynevezett arginin-deiminációt vagy citrullinációt:
fehérje L-arginin + H2O 
⇌{\displaystyle \rightleftharpoons } protein L-citrullin + NH3
Így ennek az enzimnek a két szubsztrátja a peptidil L-arginin (arginin maradék a fehérjében) és a H2O, míg két terméke az L-citrullin és az NH3 protein:
Az arginin kémiai átalakulása citrullinná, amelyet citrullinációnak vagy deiminációnak neveznek.
Ez az enzim a hidrolázok családjába tartozik, amelyek a peptidkötésektől eltérő szén-nitrogén kötésekre, különösen a lineáris amidinekre hatnak. Ennek az enzimosztálynak a szisztematikus neve peptidil -L-arginin iminohidroláz. Ezt az enzimet peptidilarginin-deimináznak is nevezik.